# Hemicytheria
Hemicytheria is een geslacht van kreeftachtigen uit de klasse van de Ostracoda (mosselkreeftjes).

## Soorten
- Hemicytheria costata Olteanu, 1976 †
- Hemicytheria folliculosa (Reuss, 1850) Pokorny, 1955 †
- Hemicytheria gorokuensis (Ishizaki, 1966) Ishizaki, 1971
- Hemicytheria loricata (Reuss, 1850) Jiricek, 1974 †
- Hemicytheria maeotica Olteanu, 1976 †
- Hemicytheria magna Olteanu, 1976 †
- Hemicytheria marinescui Olteanu, 1976 †
- Hemicytheria omphalodes (Reuss, 1850) Kollmann, 1958 †
- Hemicytheria pokornyi Hartmann, 1962
- Hemicytheria pokornyi Scheremeta, 1961 †
- Hemicytheria reniformis (Reuss, 1850) Cernajsek, 1971 †
- Hemicytheria rugulata Olteanu, 1976 †
- Hemicytheria schneiderae Scheremeta, 1961 †
- Hemicytheria vladimiri Hartmann, 1974